# Сонячне (Одеський район)
Сонячне (до 2016 року — Ле́нінське Перше) — село Вигодянської сільської громади в Одеському районі Одеської області в Україні. Населення становить 205 осіб.

## Населення
Згідно з переписом 1989 року населення села становило 177 осіб, з яких 74 чоловіки та 103 жінки.
За переписом населення 2001 року в селі мешкало 205 осіб.

### Мова
Розподіл населення за рідною мовою за даними перепису 2001 року:
| Мова       | Відсоток |
| ---------- | -------- |
| українська | 94,63 %  |
| російська  | 3,9 %    |
| молдовська | 1,46 %   |